# Renée Simonsen
Renée Toft Simonsen (Aarhus, 12 mei 1965) is een Deens voormalig model en auteur van onder andere kinderboeken. Simonsen was een van de meest succesvolle modellen tijdens de jaren 1980.

## Carrière
Simonsen werd geboren in de Deense stad Aarhus, waar ze werkte als caissière in een supermarkt. In 1981 werd ze opgemerkt door een moderedacteur die foto's van haar liet maken. Ze deed mee met een wedstrijd van het blad Ekstra Bladet en werd tweede. In juli 1981 verscheen ze voor het eerst op de cover van het Deense magazine Fotokino.
Het daaropvolgende jaar won Simonsen de wedstrijd van Ekstra Bladet, en werd uitgekozen om Denemarken te vertegenwoordigen in de 'Face of the 80's' competitie. Ze won in augustus 1982, en verscheen voor het eerst op de cover van het Amerikaanse tijdschrift Vogue.
Vanaf 1983 ging het snel met haar carrière en ze verscheen in talloze bladen. Simonsen werd het gezicht van cosmeticamerken, zoals Clarins, Maybelline, Covergirl, en Lancel. Ze verscheen ook in een badpak-editie van Sports Illustrated.
Vanaf 1985 ging ze om met bassist John Taylor van de band Duran Duran, waarmee ze later ook verloofd was. Het stel ging in 1989 uit elkaar.
Haar filmdebuut was in de Italiaanse film "Sotto il Vestito niente" (The Last Shot, ook bekend in Amerika als Nothing Underneath) (1985), en daarna in "Via Montenapoleon" (1987).
Ondanks een aanbod in 1988 om als bondgirl te spelen in een film van James Bond besloot ze haar modellencarrière te beëindigen, en keerde terug naar Denemarken om te studeren.
Vanaf 1991 werkte ze opnieuw als model voor Vichy, en in 1993 werd Simonsen het gezicht van Biotherm. In 2003 tekende ze een contract met het Franse Clarins voor advertenties van huidproducten. In datzelfde jaar verscheen ook haar eerste kinderboek genaamd Karlas kabale. Het boek werd verfilmd in 2007.
Simonsen heeft een graad in psychologie en is columnist voor het tijdschrift Femina.

### Privé
Simonsen heeft drie kinderen uit twee huwelijken met model Kristian Sandvad en rockzanger Thomas Helmig.

## Modellenbureaus
- Mega Model Agency, Duitsland
- Louisa Models
- Model Team, Hamburg
- New York Model Management
- 2pm Model Management, Kopenhagen
- Visage Model Management, Zürich
- Ford Models, New York

### Kinderboeken
- Karlas kabale (2003)
- Karla og Katrine (2004)
- Anthony Greenwood og den amerikanske præsident (2005)
- Karlas svære valg (2005)
- Karla og Jonas (2006)
- Den sejeste (2006)
- Lillebror & kysse-kvælerslangen (2006)
- Lillebror & Silver (2006)
- Wilbur, en møgunge (2007)
- Karla superstjerne (2010)
- Dømt til frihed (jeugdboek, 2010)
- Karlas kamp (2011)

## Filmografie
- Nothing Underneath (1985)
- Via Montenapoleon (1987)